# Vasu
I Vasu nell'induismo sono divinità che accompagnano Indra e, più tardi, Visnù. Si tratta di otto deità elementali, chiamati anche AstaVasu ("otto Vasu"), che rappresentano aspetti della natura o fenomeni natali cosmici; il nome Vasu significa "dimora", e i Vasu sono contati tra i trentatré dèi principali (Tridaśa).
Sono descritti nel Ramayana tra i figli di Kaśyapa e Aditi, e nel Mahabharata come figli di Manu o di Brahma-Prajapati.

## Elenco
Esistono diversi elenchi degli otto Vasu in testi diversi, a volte solo perché le stesse divinità hanno nomi diversi. I seguenti sono i nomi e i significati secondo la Brihadaranyaka Upanishad, il Manava Purana e il Mahabharata:
| No. | Immagine | Elemento    | Brihadaranyaka | Manava Purana | Mahabharata |
| --- | -------- | ----------- | -------------- | ------------- | ----------- |
| 1   |          | terra       | Prithvi        | Bhumi         | Dharā       |
| 2   |          | acqua       | Varuna         | Samudra       | Āpa         |
| 3   |          | fuoco       | Agni           | Agni          | Anala       |
| 4   |          | vento       | Vāyu           | Vāyu          | Anila       |
| 5   |          | sole        | Āditya         | Amsuman       | Pratyūsha   |
| 6   |          | cielo/etere | Dyaus/Akasha   | Akasha        | Prabhāsa    |
| 7   |          | luna        | Chandramas     | Varchas       | Soma        |
| 8   |          | stelle      | Nakstrani      | Prabhāsa      | Dhruva      |